# Cotinis beraudi
Cotinis beraudi är en skalbaggsart som beskrevs av Juan A. Delgado 1998. Cotinis beraudi ingår i släktet Cotinis och familjen Cetoniidae. Inga underarter finns listade i Catalogue of Life.